# Radešov (Police nad Metují)
Radešov (německy  Radeschau) je malá vesnice, část města Police nad Metují v okrese Náchod. Nachází se asi 1 km na jih od Police nad Metují. V roce 2009 zde bylo evidováno 29 adres. V roce 2001 zde trvale žilo 65 obyvatel. V roce 2011 to pak bylo 67 obyvatel 
Radešov leží v katastrálním území Radešov nad Metují o rozloze 1,28 km2.